# Вондоли (Поморське воєводство)
Вондоли (пол. Wądoły) — село в Польщі, у гміні Черськ Хойницького повіту Поморського воєводства.
У 1975-1998 роках село належало до Бидгощського воєводства.